# 香农·莱托
香农·莱托（英語：Shannon Leto，/lɛtoʊ/，1970年3月9日—）是一名美国音乐人和词曲作家，因作为摇滚乐队30秒上火星的鼓手最为人所知。他与自己的弟弟杰瑞德·莱托，于1998年在加利福尼亚州洛杉矶共同创立了这支乐队。他们的首张专辑《30秒上火星》（2002年），在发行后收到了积极的评价，但在商业上达成的成就十分有限。 通过释出第二张专辑《美丽的谎言》（2005年），该乐队在世界范围拥有了名声。随后发行的《全面开战》（2009年）及《爱 欲 信 + 梦》（2013年）进一步收到了评论界和商业上的成功。直至2014年9月，该乐队已经售出超过一千五百万张专辑。他们的第五张专辑《美利坚》（2018年），则在发行后收到了两极分化的评价。 
在他的职业生涯中，莱托曾参与过好几个额外的音乐项目，包括与DJAntoine Becks的合作，参与录制组合The Wondergirls的一张专辑，以及在特定的日期与乐队Street Drum Corps一起演出。 他充满创造力的音乐成果收到了其他音乐人和评论家的赞扬。他因灵动有力的架子鼓演奏风格以及充满活力的现场表演而著名。

## 早年生活
香农·莱托出生于路易斯安那州波西尔城，其母为康斯坦丝·莱托（原姓Metrejon）。他的母亲是卡津人的后裔。 “莱托”这一姓氏来源于他的继父。 在他童年时期亲生父母便已离婚，他和他的弟弟杰瑞德·莱托跟随他们的母亲及祖父母William Lee Metrejon和Ruby Metrejon（原姓Russell）一同生活。随后，香农的亲生父亲再婚，并在香农十岁的时候自杀身亡。香农·莱托与他的家人频繁地移居，从家乡路易斯安那州到美国内外不同的城市。他的父亲再婚后，他得到了两个同父异母的弟弟。
康斯坦丝曾参与嬉皮士文化运动，并鼓励她的儿子们涉足艺术创作。童年时期，当莱托与自己的弟弟开始玩音乐的那一刻，他对打击乐器产生了浓厚的兴趣。他的参照的模范都是来自不同媒介的艺术家。“我来自一个非常艺术化的家庭，”他解释说，“到处都是帆布和颜料，乐器，以及各种各样的的东西。这或许就是注定的。我很小的时候就开始敲各种锅碗瓢盆，所以我就接受了这种艺术。 这就是一个自然的发展过程。”他在十岁的时候得到了他的第一套鼓，随后开始自学并发展出自己的风格。
莱托自称在青少年时期陷入过种种“问题”，他曾吸毒和辍学。 他说，“我就是一个烂摊子，我感觉到自己不属于任何地方”，自称是一个厌恶遵从规则的“局外人”，他会“在任何时候都破坏规矩”。最终，杰瑞德帮他摆脱了毒品。

## 音乐生涯
莱托和他的弟弟杰瑞德于1998年在加利福尼亚州洛杉矶成立了摇滚乐队30秒上火星。他们花费了好几年的时间创作自己的首张专辑，并于2001年和2002年初在怀俄明州乡间进行录制。他们的作品让一些唱片公司对签署30秒上火星充满兴趣，最终他们与Immortal Records签约中。乐队与制作人Bob Ezrin及Brian Virtue合作了首张专辑《30秒上火星》。这张专辑通过Immortal和维京唱片，于2002年8月27日在美国发行。它在美国公告牌二百强专辑榜上达到107位，并登顶了美国公告牌Top Heatseekers榜。 《30秒后到火星》 在发行后获得了大体积极的评论；音乐评论家Megan O'Toole认为乐队“成功地为自己在摇滚领域里开拓了独一无二的位置（managed to carve out a unique niche for themselves in the rock realm）”。 这张专辑慢热地取得了成功，截至2011年3月，它最终在全球销售了两百万份。

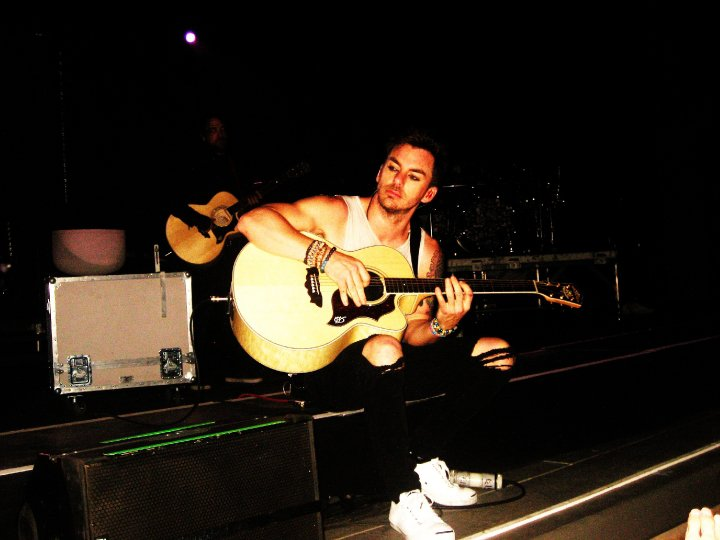
莱托于2010年Into the Wild巡演期间表演L490

乐队花了两年时间来录制他们的下一张专辑《美丽的谎言》。为了配合杰瑞德·莱托的演艺事业，乐队跟随前往了四个不同的大陆。 《美丽的谎言》于2005年8月30日在美国发行。 之后，这张专辑共售出超过四百万份，美国唱片业协会(RIAA)为它颁发了白金唱片认证，在其他的一些国家和地区，它也达到了当地白金唱片和金唱片的标准。为了宣传这张专辑，乐队进行了大量的巡回演出，并在一些重要的音乐节上表演，其中包括罗斯基勒音乐节、Pinkpop、Rock am Ring及Download Festival。
2008年8月，在录制第三张专辑的过程中，30秒上火星试图与一个新的唱片公司签约，这一举动促使EMI（维京唱片的母公司）控诉乐队违反合约并索赔三千万美元。经过近一年的诉讼对峙，2009年4月28日，乐队宣布，基于德哈维兰法律的一项辩护，这一案件已经得到了解决。随后，30秒上火星与EMI签订了新的合约，并在2009年12月释出了广受好评的第三张专辑《全面开战》。
《全面开战》在十几个国家的专辑销量榜中进入了前十，并赢得了许多音乐奖项。乐队在2010年2月开启了巡演Into the Wild Tour，成为了当年工作最勤勉的巡演艺人之一。2011年12月，凭借超过300场的表演，他们被作为在一个专辑周期内现场演出数量最多的乐队被记入吉尼斯世界记录。2012年9月，莱托为《全面开战》中的歌曲Night of the Hunter发布了一个混音版本。他解释说，他希望“重新塑造”这首歌，“借助舞曲的元素为它带来一种不一样的感觉（shed a different light on it by bringing a dance element to it.）”。
通过环球音乐集团，30秒上火星于2013年5月发行了他们的第四张专辑，《爱 欲 信 + 梦》。 它收到了大体积极的评价，并在超过十五个国家的专辑销量榜中达到前十名，其中包括英国和美国。为了宣传这张专辑，乐队进行了巡演Love, Lust, Faith and Dreams Tour，并与乐队Linkin Park开展联合巡演Carnivores Tour。经过与维京唱片多年来充满波折的合作，2014年4月，30秒上火星宣布他们已经与这家唱片公司解约。
2018年4月6日，30秒上火星发行了第五张专辑《美利坚》。这张专辑在评论界收到了两极分化的评价，它首次出现在公告牌两百强专辑榜便排在了第2的位置，获得了该乐队在这一榜单上的最高名次。[18] 《美利坚》在其他十七个国家也进入到了销量前十，其中在德国和奥地利取得了第一。

## 艺术特点
莱托因其精力充沛的现场表演，及其能融合传统和实验性架子鼓演奏技巧而著名。在创作30秒上火星的首张专辑时，他几乎只使用电子鼓，并在其中融入了平克·弗洛伊德、治疗乐队、齐柏林飞船以及谁人乐队的风格。他认为这些都是“重要的概念性乐队；是有深度的乐队；是充满活力的乐队。” 专辑的制作人Bob Ezrin认为莱托是“他合作过的最具创造力的鼓手之一。 他不满足于仅仅在音乐里增加一个打击的节奏；他的鼓是这张专辑的整体演奏里不可或缺的一部分。他也是一个出色的现场鼓手，看他演奏非常有趣，他的存在和能量是引人瞩目的。”

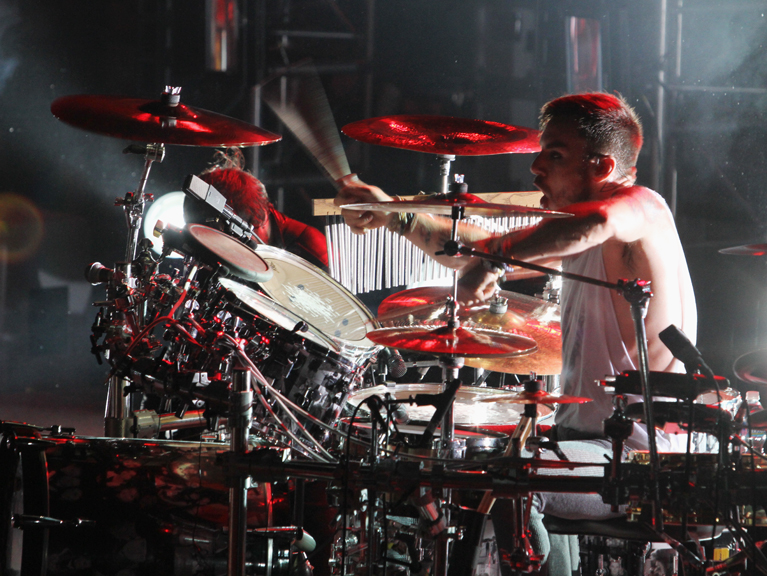
莱托于2010年10月在俄亥俄州肯特郡演出

在乐队的下一张专辑《美丽的谎言》里，莱托则改变方向，主要使用真鼓。 他的鼓组之中混合了真鼓和电子鼓。莱托的技术辅助人员Joseph Ciccone指出，莱托的“声音就是他的技巧。他在演奏的时候仿佛动物一般，因此我乐意给他各种东西供他敲打。”录制《全面开战》期间，莱托拓宽了自己的风格，运用了非常丰富的电子音效，同时自己编制合成器效果。 他创作了纯音乐曲目L490，并演奏了其中的全部乐器，包括所有的吉他和一个磬。在《爱 欲 信 + 梦》中他尝试了不同的乐器，并受到各种音乐风格的启发。 同他们合作过两张专辑的音乐制作人Steve Lillywhite认为，莱托对待鼓乐“不同于大多数摇滚乐队的鼓手。他用一种爆破般的方式表现交叉的节奏...非常地音乐化，非常地独特。”
除了为30秒上火星的专辑录制鼓乐部分，莱托还为《爱 欲 信 + 梦》以及《美利坚》分别创作了曲目Convergence和Remedy。其中，Convergence是一首主要由木琴演奏的纯音乐曲目。而Remedy则是一首由吉他和钢琴伴奏的歌曲，莱托不仅参与了其词曲的创作，还在这首歌曲中首次献声。这也是30秒上火星至今唯一一首由杰瑞德·莱托以外的成员担任主唱的歌曲。
莱托很大程度上是一个自学成才的鼓手；“我一直想找到自己的方式”，他解释说，“找到我可以通过自己的声音表现出来的东西。我年轻的时候喜爱过那么多的音乐风格。我不想被困在仅一样东西上。”在他年轻的时候，莱托是前卫摇滚和蓝调音乐的忠实粉丝，喜欢听Fleetwood Mac、Janis Joplin、吉米·亨德里克斯、平克·弗洛伊德、齐柏林飞船、伯茲·史蓋茲的作品。 他受到电子音乐的启发，包括Depeche Mode和治疗乐队。他受到的主要音乐影响还包括爵士乐队Steely Dan和重金属乐队Mountain、铁娘子乐团以及Kiss。据莱托所说，这些艺人在商业上成功的同时还因他们的观点与贡献而受到尊敬。他解释说，他“从来不止是关心鼓手”，相较于特定的鼓手，他觉得自己与音乐之间的联系更紧密。
在30秒上火星的刚成立的时候，莱托兄弟试图进行实验，并创建某种特定感觉的声音。这个过程被描述为是“非常有机的”。他们试图制造一中“感觉”，而不仅仅是一中声音，这是为了重现他们童年时期那种归属感。 莱托还指出，乐队的演唱会是他们早期生活的一个直接反映。
Drumhead杂志记者Kelly King认为，莱托是“鼓组背后的能源和恩典，助燃着推动这支乐队前进的火焰。”他评论说，莱托在演奏架子鼓时充满自信，并富有攻击性，并认为“他拥有极高的动力将自己推向极限，建立和探索自己的艺术能力。”Alternative Addition的写手Ryan Jones，将莱托形容为当今摇滚界最具活力的鼓手之一。他在2012年 Drummies Awards上收到了Indie Drummer Award。在2009年和2011年，他还被提名为最佳另类摇滚鼓手。

## 其他事业
1994年，莱托在其弟弟出演的电视系列《我所谓的生活》中饰演了一个小角色。后来他出现在电影《阿普正传》 (1997年）、《索尔·古德》（2001年），以及《亡命天涯路》（2002年）里。 1999年，莱托加入了超级组合The Wondergirls并录制了歌曲Drop That Baby和Let's Go All the Way。这一组合只存在了非常短的时间，其成员包括Scott Weiland、Mark McGrath、Ian Astbury以及其他。 自2007年以来，莱托在特定的日期与美国打击乐乐队Street Drum Corps共同演出。2008年6月，他加入了国际仁人家园，与30秒上火星一起建造修复了一处房屋，以响应大洛杉矶地区的A Brush With Kindness项目。莱托在2009年与艺人Antoine Beck相识，并运作美国电子乐队CB7。 2011年，CB7在30秒上火星的Into the Wild巡演的北美阶段中作为助演嘉宾。同年，莱托与Becks额外地组建了一个组合，并在全世界进行巡回演出，直到2012年夏天两人不再合作。 2014年，莱托创立了Black Fuel Trading Company，这是一个致力提升生活品味的品牌，其最早侧重于销售来源可信、直接贸易的咖啡。

## 作品列表
30秒上火星的录音室专辑
- 30秒上火星（2002年）
- 美丽的谎言（2005年）
- 全面开战（2009年）
- 爱 欲 信 + 梦（2013年）
- 美利坚（2018年）

## 脚注
1. 1 2  Winwood 2012，第22頁.
2. ↑  Hall, David. . The Orange County Register（英语：The Orange County Register）. October 9, 2013  [January 28, 2014]. （原始内容存档于2016-03-03）. （页面存档备份，存于）
3. ↑  Papadatos, Markos. . Digital Journal. September 27, 2014  [September 28, 2014]. （原始内容存档于2019-06-11）. （页面存档备份，存于）
4. 1 2 3 4 5  Kisch, Adam. . Interia.pl（英语：Interia.pl）. November 14, 2013  [December 15, 2013]. （原始内容存档于2013-11-17） （波兰语）. （页面存档备份，存于）
5. ↑  Higgins 2013，第10頁.
6. 1 2  Higgins 2013，第11頁.
7. ↑  Forrest, Emma. . The Daily Telegraph. April 13, 2002  [March 4, 2013]. （原始内容存档于2019-06-27）. （页面存档备份，存于）
8. ↑  Rafanelli, Stephanie. . London Evening Standard（英语：London Evening Standard）. March 20, 2014  [April 6, 2014]. （原始内容存档于2020-01-02）. （页面存档备份，存于）
9. ↑  Dionne, George. . Blogcritics（英语：Blogcritics）. November 15, 2005  [April 6, 2014]. （原始内容存档于2014-07-21）. （页面存档备份，存于）
10. ↑  LaGambina 2002，第21頁.
11. ↑  Bento, Debbie. . ChartAttack（英语：ChartAttack）. April 1, 2002  [July 22, 2011]. （原始内容存档于2002-05-07）. （页面存档备份，存于）
12. ↑  . AllMusic. All Media Network.   [April 23, 2013]. （原始内容存档于2016-03-08）. （页面存档备份，存于）
13. ↑  O'Toole, Megan. . The Gazette. September 26, 2002  [August 29, 2013]. （原始内容存档于2003-09-25）. （页面存档备份，存于）
14. ↑  Evans 2011，第29頁.
15. ↑  Leahey, Andrew. . AllMusic. All Media Network.   [May 18, 2013]. （原始内容存档于2018-10-03）. （页面存档备份，存于）
16. ↑  Kreps, Daniel. . Rolling Stone. August 18, 2008  [July 29, 2011]. （原始内容存档于2013-03-11）. （页面存档备份，存于）
17. ↑  Brown, August. . Los Angeles Times. November 29, 2009  [July 29, 2011]. （原始内容存档于2012-11-03）. （页面存档备份，存于）
18. ↑  Martens, Todd. . Los Angeles Times. April 28, 2009  [July 29, 2011]. （原始内容存档于2012-07-20）. （页面存档备份，存于）
19. 1 2  Schillaci, Sophie. . The Hollywood Reporter. October 17, 2011  [February 11, 2014]. （原始内容存档于2018-11-06）. （页面存档备份，存于）
20. ↑  Crowder, Ryan. . Business Wire. March 10, 2011  [August 30, 2013]. （原始内容存档于2019-06-24）. （页面存档备份，存于）
21. ↑  Tilles, Jay. . KROQ（英语：KROQ）. CBS Corporation. September 20, 2012  [October 27, 2014]. （原始内容存档于2016-12-20）. （页面存档备份，存于）
22. ↑  Maguire, Chris. . AltSounds（英语：AltSounds）. May 21, 2013  [September 10, 2013]. （原始内容存档于2013-07-19）. （页面存档备份，存于）
23. ↑  Hampp, Andrew. . Billboard. April 25, 2014  [April 28, 2014]. （原始内容存档于2019-04-21）. （页面存档备份，存于）
24. 1 2 3 4  . Guitar Center.   [April 18, 2014]. （原始内容存档于2014-04-18）. Archive.today的存檔，存档日期2014-04-18
25. ↑  . Infamous Souls. October 25, 2002  [April 18, 2014]. （原始内容存档于2003-08-25）. （页面存档备份，存于）
26. 1 2  Phillips, Graham. . What's On Kyiv（英语：What's On Kyiv）.   [April 18, 2014]. （原始内容存档于2014-10-25）. （页面存档备份，存于）
27. ↑  Yates, Henry. . MusicRadar（英语：MusicRadar）. Future plc. June 27, 2011  [April 18, 2014]. （原始内容存档于2014-12-18）. （页面存档备份，存于）
28. ↑  Bosso, Joe. . MusicRadar. Future plc. December 2, 2009  [November 21, 2013]. （原始内容存档于2014-12-18）. （页面存档备份，存于）
29. ↑  Montgomery, James. . MTV. Viacom Media Networks. May 21, 2013  [September 12, 2013]. （原始内容存档于2019-06-22）. （页面存档备份，存于）
30. 1 2  Jones, Ryan. . Alternative Addiction（英语：Alternative Addiction）. September 18, 2012  [October 27, 2014]. （原始内容存档于2016-03-17）. （页面存档备份，存于）
31. 1 2  King 2012，第49頁.
32. 1 2  Ciauro 2014，第53頁.
33. ↑  King 2012，第49–50頁.
34. 1 2 3  King 2012，第52頁.
35. ↑  King 2012，第48頁.
36. ↑  . DRUM! Magazine（英语：DRUM! Magazine）.   [May 16, 2012]. （原始内容存档于2014-03-31）. （页面存档备份，存于）
37. ↑  . DRUM! Magazine.   [May 16, 2012]. （原始内容存档于2015-09-23）. （页面存档备份，存于）
38. ↑  Ciauro 2014，第55頁.
39. ↑  . Street Drum Corps（英语：Street Drum Corps）.   [April 29, 2014]. （原始内容存档于2018-01-29）. （页面存档备份，存于）
40. ↑  . abeautifullie.org. June 30, 2008  [September 12, 2013]. （原始内容存档于2011-10-05）. （页面存档备份，存于）
41. ↑  DelValle, Eneida I. . NBC News. Comcast. June 21, 2016  [July 23, 2016]. （原始内容存档于2017-12-06）. （页面存档备份，存于）